# آن پست
آن پست (An Post) شرکت دولتی پست ایرلندی است، که در سال ۱۹۲۴ تأسیس شد.